# 笠井新也
笠井 新也（かさい しんや、1884年（明治17年）6月22日 - 1956年（昭和31年）1月10日）は、日本の教育家・古代史家・郷土史家・考古学者。号は無何有郷人、神也。内藤湖南・高橋健自に続いて邪馬台国大和説を提唱し、他に倭迹迹日百襲姫命を卑弥呼とする説や、箸墓古墳を卑弥呼の墓とする説を提唱した。叙正六位、勲六等瑞宝章受章。

## 経歴
1884年6月22日、徳島県美馬郡脇町に笠井量平・アイ夫妻の長男として生まれる。
脇町尋常小学校、脇町高等小学校、徳島県立脇町中学校を経て、1902年9月に國學院大學に入学する。1905年に特待生に選ばれ、1906年7月、國學院大學高等師範部国語漢文歴史科を首席で卒業する。
卒業後に帰郷し、1906年9月から徳島高等女学校、1906年12月から徳島女子師範学校、1911年4月から長野県立上田中学校、1912年4月から大阪府池田師範学校で教鞭をとった後、1915年3月に大阪府池田師範学校を退職して、畿内、東海、山陽、奥羽を巡る。
考古学研究のために上京し、1916年4月から1917年12月まで東京帝国大学理学部人類学教室の聴講生となり、鳥居龍蔵の指導を受けて、東洋考古学や東洋人種学を研究する。また、同時期に東京帝室博物館にも出入りする。1916年8月、1917年8月には京都帝国大学夏期講習会にも参加し、それぞれ岩石科と考古学科を修了する。
1918年10月、父・量平が老齢のため、帰郷して家督を継ぐ。
1919年4月、徳島県立脇町中学校の教諭となる。
1921年7月、「徳島県史蹟名勝天然記念物調査会」の委員となる。同年10月18日、父・量平が亡くなる。
1922年3月、『考古学雑誌 第12巻第7号』に「邪馬台国は大和である（一）」を発表し、邪馬台国大和説を提唱する。4月から徳島県史蹟名勝天然記念物調査会委員として鳥居龍蔵による城山貝塚の発掘に参加する。
1922年2月、徳島県立脇町中学校の教諭となる。
1925年、本山桂川が編集していた閑話叢書の1つとして、阿波の伝説集の依頼を受け、伝説全般では分量が多いために狸の話をまとめたものとして準備を進める。その後連絡が途絶えたため、柳田國男に相談を持ちかけて岡村千秋が主催する郷土研究社の紹介を受け、1927年に郷土研究社から『阿波の狸の話』を刊行する。
1934年10月、正六位に叙せられ、1937年4月、勲六等瑞宝章を受ける。
1939年3月、勤続20年を契機として徳島県立脇町中学校を退職する。
1948年4月、徳島県立脇町高等学校の助教諭となる。同年7月に長男・倭人を伴い内ノ御田古墳の発掘に参加し、9月に『魏志倭人伝』の研究に対し、文部省科学教育局から奨励金3000円が給付される。
1949年3月、徳島県立脇町高等学校の講師となる。同年9月に再び文部省科学教育局から奨励金5000円が給付され、11月に徳島県教育委員会から徳島県立脇町高等学校名誉教諭の称号を受ける。
1952年4月、徳島大学学芸学部の非常勤講師となる。同年7月、「郡里町史編集委員会」委員長に就任する。
糖尿病で療養中の所、1956年1月10日に死去する。

## 家族
父の笠井量平（1847-1921）は美馬郡会議員。
長男の笠井倭人（1927-）は歴史学者。
弟（量平の次男）の笠井経治郎は医学博士、弟（量平の三男）の笠井藍水（本名：高三郎、1891-1974）は郷土史家。

## 著作

### 著書
- 『阿波伝説物語』1911年。全国書誌番号:40011139。
- 『故郷見聞録』大阪府池田師範学校、1914年3月。
- 『九州横断阿蘇登山記』笠井新也、1926年。全国書誌番号:43046324。
- 『阿波の狸の話』郷土研究社〈郷土研究社 第2叢書〉、1927年4月。 NCID BA32905530。全国書誌番号:46081263。
  - 「阿波の狸の話」『中国・四国』角川書店〈日本民俗誌大系 第3巻〉、1974年12月。 NCID BN01838350。全国書誌番号:73017106。
  - 『阿波の狸の話』徳島新聞社、1980年10月。 NCID BN15400813。全国書誌番号:88045091。
  - 『阿波の狸の話』中央公論社〈中公文庫〉、2009年8月。ISBN 9784122051935。 NCID BN15400813。全国書誌番号:88045091。[注釈 3]

### 論文
- 「阿波国の石器時代に関ずる研究」『東京人類学会雑誌』第26巻第297号、日本人類学会、1910年12月、101-109頁、doi:10.1537/ase1887.26.101、NAID 130003827620。
- 「首きれ馬の伝説」『人類学雑誌』第27巻第3号、日本人類学会、1911年6月、171-176頁、doi:10.1537/ase1911.27.171、NAID 130003881276。
- 「水上住居に就いて」『人類学雑誌』第27巻第9号、日本人類学会、1911年12月、521-526頁、doi:10.1537/ase1911.27.521、NAID 130003881306。
- 「日本の古史に現れたる水上住居」『人類学雑誌』第28巻第10号、日本人類学会、1912年11月、567-575頁、doi:10.1537/ase1911.28.567、NAID 130003726052。
- 「日本の現在及び過去に現れたる水上居住式建築」『人類学雑誌』第29巻第6号、日本人類学会、1914年6月、213-222頁、doi:10.1537/ase1911.29.213、NAID 130003726124。
- 「近江堅田の浮御堂と天智紀にいはゆる浜台」『人類学雑誌』第29巻第8号、日本人類学会、1914年8月、329-331頁、doi:10.1537/ase1911.29.329、NAID 130003726132。
- 「霞が浦地方に於ける古代水上住居の遺風に就いて」『人類学雑誌』第29巻第10号、日本人類学会、1914年10月、390-397頁、doi:10.1537/ase1911.29.390、NAID 130003881370。
- 「景行紀倭建命東征の条下に見えたる水上住居神」『人類学雑誌』第29巻第12号、日本人類学会、1914年12月、482-484頁、doi:10.1537/ase1911.29.482、NAID 130003881376。
- 「異種族蕃衍地に於ける行在所を水上に構へ立てたる古代の事実」『人類学雑誌』第30巻第1号、日本人類学会、1915年1月、1-12頁、doi:10.1537/ase1911.30.1、NAID 130003881395。
- 「水上住居の遺風としての産屋」『人類学雑誌』第30巻第4号、日本人類学会、1915年4月、144-147頁、doi:10.1537/ase1911.30.144、NAID 130003881413。
- 「玉類・斎瓮及び弥生式土器を混出する石器時代の遺蹟（一）」『人類学雑誌』第30巻第11号、日本人類学会、1915年11月、408-417頁、doi:10.1537/ase1911.30.408、NAID 130003881407。
- 「玉類・斎瓮及び弥生式土器を混出する石器時代の遺蹟（二）」『人類学雑誌』第30巻第12号、日本人類学会、1915年12月、459-465頁、doi:10.1537/ase1911.30.459、NAID 130003726137。
- 「玉類斉瓮及び弥生式土器を混出する石器時代の遺跡（三）」『人類学雑誌』第31巻第1号、日本人類学会、1916年1月、22-26頁、doi:10.1537/ase1911.31.22、NAID 130003881444。
- 「琵琶湖々底の遺跡」『人類学雑誌』第31巻第3号、日本人類学会、1916年3月、91-94頁、doi:10.1537/ase1911.31.91、NAID 130003881463。
- 「石塚の研究」『人類学雑誌』第32巻第1号、日本人類学会、1917年1月、21-31頁、doi:10.1537/ase1911.32.21、NAID 130003726178。
- 「阿波国美馬郡段の塚穴」『人類学雑誌』第37巻第5号、日本人類学会、1922年5月、132-136頁、doi:10.1537/ase1911.37.132、NAID 130003881572。